# Thomaskirche (Krakau)

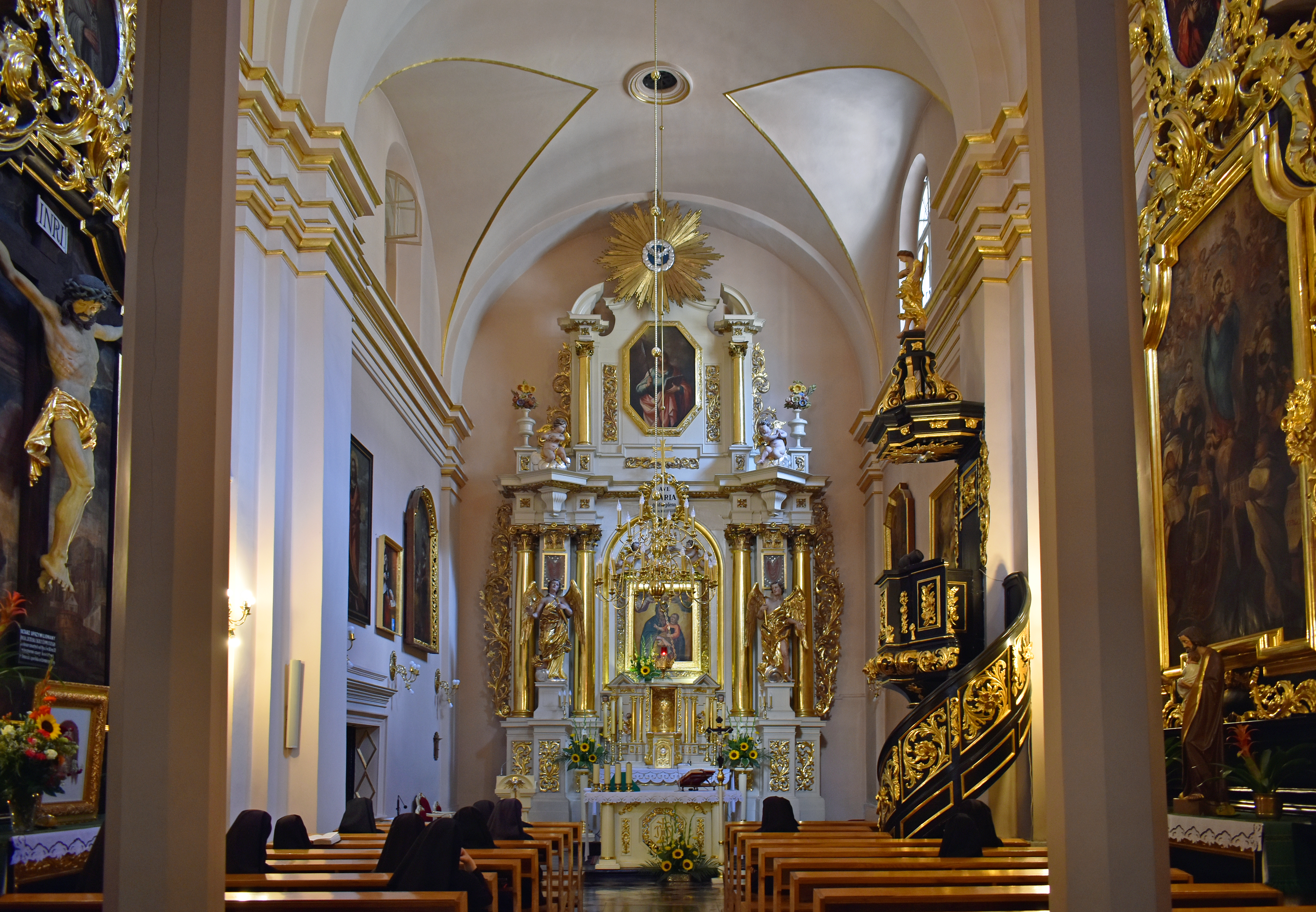
Innenraum

Die Thomaskirche (polnisch Kościół św. Tomasza) in Krakau ist eine katholische Kirche an der ul. Szpitalna 12, im nördlichen Teil der Krakauer Altstadt. Sie wurde für die Karmeliten erbaut.
Die Kirche befindet sich am nördlichen Teil der Krakauer Altstadt an der Kreuzung der ul. św. Tomasza und der ul. Szpitalna.

## Geschichte
An der Stelle der heutigen Kirche befand sich im 16. Jahrhundert bis 1591 eine Kirche der Polnischen Brüder. Die Thomaskirche wurde mit dem dazu gehörenden Karmelitenkloster in den Jahren 1618 bis 1621 im Stil des Frühbarocks erbaut. Die Kirche und das Kloster wurde 1800 von den Spiritanerinnen übernommen.